# Peoria City Township
Peoria City Township est un township du comté de Peoria dans l'Illinois, aux États-Unis. En 2010, le township comptait une population de 104 409 habitants.

## Source de la traduction
- (es) Cet article est partiellement ou en totalité issu de l’article de Wikipédia en espagnol intitulé « Municipio de Peoria City (condado de Peoria, Illinois) » (voir la liste des auteurs).